# Liebenau (Bassa Sassonia)
Liebenau è un comune mercato di 3 880 abitanti, della Bassa Sassonia, in Germania.
Appartiene al Circondario di Nienburg/Weser e alla Samtgemeinde Weser-Aue.